# Ojo de Agua, Eloxochitlán
Ojo de Agua är en ort i Mexiko.   Den ligger i kommunen Eloxochitlán och delstaten Puebla, i den sydöstra delen av landet, 250 km öster om huvudstaden Mexico City. Ojo de Agua ligger 1 150 meter över havet och antalet invånare är 321.
Terrängen runt Ojo de Agua är huvudsakligen bergig, men den allra närmaste omgivningen är kuperad. Terrängen runt Ojo de Agua sluttar brant österut. Runt Ojo de Agua är det ganska tätbefolkat, med 100 invånare per kvadratkilometer. Närmaste större samhälle är Zongolica, 16,1 km norr om Ojo de Agua. I omgivningarna runt Ojo de Agua växer huvudsakligen savannskog.